# Fürst Leopold-Akademie für Verwaltungswissenschaften
Die Fürst Leopold-Akademie für Verwaltungswissenschaften war eine deutsche Hochschule, die 1916 in Detmold gegründet wurde und bis 1924 bestand.

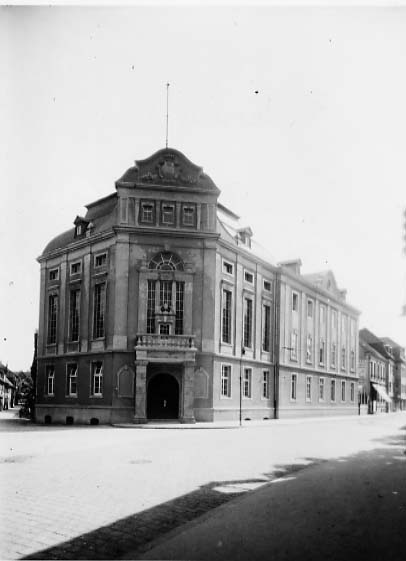
Fürst Leopold-Akademie für Verwaltungswissenschaften

## Konzept
Den Erlass zur Gründung der Akademie unterzeichnete der regierende Fürst Leopold IV. am 1. November 1916. Bei der Konzeption der Einrichtung wurde er maßgeblich unterstützt von seinem Kabinettsrat Georg von Eppstein. Die Finanzierung beruhte auf einem Kapitalstock, der 1916/17 durch Spenden aufgebaut wurde und dessen Zinserträge die Kosten des laufenden Betriebes decken sollten. Steuergelder sollten nicht verwendet werden. Dem Ehrenausschuss der Akademie gehörten prominente Politiker, Industrielle und Wissenschaftler an, wie Matthias Erzberger, Bernhard Harms, Wilhelm Kahl, Kurt Kleefeld, Ludwig Roselius, Emil Sehling und Gustav Stresemann. Die ursprüngliche Idee der Akademie war es, eine Fortbildungsstätte für kriegsversehrte Soldaten zu schaffen, mit einem Schwerpunkt auf der künftigen Verwendung in kommunalen Verwaltungen sowie Handels- und Handwerkskammern. Neben dem Abitur berechtigten auch geringere schulische Qualifikationen (Obersekundareife) zum Studium, wenn zusätzlich praktische Berufserfahrung vorhanden war. Damit ist die Detmolder Akademie eine Vorläuferin der späteren Fachhochschulen. Außerdem wurden „gemeinverständliche Abendvorträge“ angeboten, womit die Akademie in Detmold auch die Rolle einer Volkshochschule übernahm.

## Entwicklung
Erster Studiendirektor wurde 1917 der Jurist Otto Schreiber. Die feierliche Eröffnung der Akademie erfolgte am 30. Mai 1918. Während des Krieges fand aber noch kein regulärer Vorlesungsbetrieb statt. Die ersten 110 Studierenden wurden im Sommersemester 1919 eingeschrieben, unter ihnen waren acht Frauen. Studiendirektor war inzwischen Hermann Kastner, der weiterhin auf eine Ausbildung in verwaltungsnahen Berufen setzte. Eine Ausbildung im Pressewesen kam nicht über Ansätze hinaus. Nach internen Auseinandersetzungen verließ Kastner Ende 1920 Detmold. Die Akademie nannte sich nun Hochschule und gab sich eine Rektoratsverfassung. Erster Rektor wurde der Volkswirt Hans Helmhart Auer von Herrenkirchen. Er setzte stärker auf eine wirtschaftswissenschaftliche Profilierung und führte 1921 als Abschlussgrad den „Diplom-Volkswirt“ ein. Der Internationale Hotelbesitzer-Verein finanzierte 1922/23 einen Lehrstuhl für Betriebswirtschaftslehre. Die Geschichte der Akademie spiegelt sich auch in ihren häufig wechselnden Namen:
- SS 1919: Fürst Leopold-Akademie für Verwaltungswissenschaften in Detmold
- SS 1920: Fürst Leopold-Akademie. Hochschule für Verwaltungswissenschaften in Detmold
- WS 1920/21: Hochschule für Verwaltungswissenschaften in Detmold. Fürst Leopold-Akademie
- SS 1921: Hochschule für Verwaltungswissenschaften in Detmold. Fürst Leopold-Hochschule
- SS 1922: Hochschule für Staats- und Wirtschaftswissenschaften in Detmold. Fürst Leopold-Hochschule
- SS 1923: Hochschule für Staats- und Wirtschaftswissenschaften (Staats- und wirtschaftswissenschaftliche Fakultät) in Detmold

Anfang 1923 erhielt die Hochschule vom Lippischen Landespräsidium das Promotionsrecht (Dr. rer. pol.) verliehen. Die Universitäten erhoben auf dem Marburger Hochschultag im März 1923 scharfen Einspruch. Befürchtet wurden eine wissenschaftlich nicht genügende Ausbildung und die damit verbundene Entwertung des Doktorgrades. Anders als bei den Technischen Hochschulen und den Handelshochschulen setzten sich die Universitäten mit ihrem Widerstand gegen den lippischen Doktor durch. In der Inflationszeit profitierte die Akademie von Reichszuweisungen an das Land Lippe. Als diese 1924 endeten und das Land sich weigerte, die Dozenten in den Staatsetat zu übernehmen, konnte die Hochschule nicht mehr lange existieren. Während die Hochschule in der Landespolitik mit Adolf Neumann-Hofer einen Verbündeten hatte, konnte sie namentlich Heinrich Drake nicht für ein stärkeres Engagement gewinnen. Auch der Versuch, der Hochschule eine Pädagogische Abteilung für die Lehrerbildung anzugliedern, konnte nicht finanziert werden. Ende 1924 musste die Hochschule schließen.

## Bekannte Lehrende
- Johannes Leopold Burchard (Rechts- und Staatswissenschaften), 1920–1924
- Friedrich Castelle (Pressewesen), 1919
- Benno Chajes (Soziale Hygiene), 1919–1920
- Hans Crüger (Genossenschaftswesen)
- Käthe Gaebel (Arbeitsvermittlung für Frauen), 1919
- Hermann Kastner (Öffentliches Recht und Politik), 1917–1920
- Hans Kiewning (Geschichte), 1919–1924
- Paul Luchtenberg (Philosophie und Pädagogik), 1923–1924
- Erik Nölting (Volkswirtschaft und Sozialwissenschaft), 1920–1924
- Adalbert Oehler (Kommunalwissenschaften), 1920–1924
- Friedrich Rosen (Auswärtige Politik), 1922
- Hans Sveistrup (Philosophie und allgemeine Staatslehre), 1920–1923
- Folkert Wilken (Betriebswirtschaftslehre), 1922–1924

Ende 1917 war die Berufung von Marie Elisabeth Lüders als Professorin für Volkswirtschaftslehre und Sozialpolitik geplant. Die Ernennung scheiterte aber am Veto des Fürsten. An den Absagen der Bewerber lag es, dass die Betriebswirte Erwin Geldmacher (1922) und Wilhelm Kalveram (1924) nicht nach Detmold kamen.

## Bekannte Studierende
- Friedrich Brokmeier (Diplom 1921)
- Else Bozi (Sommersemester 1922)
- Emmalene Bulling (Diplom 1924)[2]
- Hermann Freytag (Diplom 1924)
- Karl Paul Haendly (Diplom 1921)
- Werner Holle (Promotion 1924)
- Wilhelm Korspeter (Diplom 1922)
- Wilhelm Langemann (Diplom 1922)
- Karl Heinrich Panhorst (Diplom 1922)[3]
- Moritz Rülf (Diplom 1924)
- Oskar Suursööt (Diplom 1924)

## Politische Positionen
Die Studierenden in Detmold waren in hohem Maße (90 %) organisiert. 1922 existierten die politisch rechtsstehenden Wehrschaften Falkenburg und Niedersachsen, die Reformburschenschaft Teutoburg, die freischlagende Düsseldorpia, die Katholische Deutsche Studentenverbindung Grotenburg und eine Sozialistische Studentengruppe. Letztere wurde im Juni 1922 als Reaktion auf die Ermordung von Außenminister Rathenau gegründet. Schon seit 1919 gab es einen „Studierenden-Ausschuss“, der nach preußischem Vorbild 1921 in Allgemeiner Studenten-Ausschuss umbenannt wurde. Im politischen Streit innerhalb der Deutschen Studentenschaft dominierte auch in Detmold der völkische Mehrheitsflügel gegenüber der republikanisch-verfassungstreuen Minderheit.